# Одержимый (фильм, 2003)
«Одержимый» (англ. Owning Mahowny, дословно — «Обладая Махоуни») — канадско-британский фильм Ричарда Квитневски, выпущенный в 2003 году. Это всего лишь вторая полнометражная работа режиссёра, снятая по сценарию Мориса Шове, который в свою очередь опирался на книгу Гари Стивена Росса «Stung: The Incredible Obsession of Brian Molony».
Фильм дебютировал на кинофестивале «Сандэнс» 23 января 2003 года, в нём были задействованы в главных ролях Джон Хёрт, игравший в предыдущей, дебютной работе Квитневски, а также Филип Сеймур Хоффман, Минни Драйвер и Мори Чайкин.
Кинолента в целом получила положительный отклик критиков, особенно у себя на родине, где была выдвинута на соискание высшей национальной кинопремии Канады сразу в четырёх номинациях, однако всё-таки осталась в тени главного фаворита 2003 года — комедии «Нашествие варваров» Дени Аркана.

## Сюжет
История основана на реальных событиях. Дэн Махоуни, служащий одного из крупнейших банков Торонто, в свои 24 года был назначен на должность помощника начальника главного отделения этого учреждения и получил тем самым доступ к огромным счетам своих клиентов. Босс, клиенты и вообще все окружающие люди ценили и уважали Дэна за его качества, не подозревая в этом неприметном человеке глубоко скрытую ото всех пагубную страсть к азартным играм. В результате невезения в азартных играх, Дэн загнан в глубокий финансовый угол - не видя иного выхода, он начинает снимать со счетов клиентов внушительные суммы и каждую неделю летать в Атлантик-Сити, где безрезультатно просаживал деньги в одном из казино. Всё тайное когда-нибудь становится явным, и история Дэна Махоуни не исключение: не сумев вовремя остановиться и побороть себя, он не смог скрыть аферу, достигшую небывалых размеров, и потерпел полное фиаско.

## События, лёгшие в основу сюжета
В начале 1980-х клерк Канадского имперского банка торговли Брайан Молони, всего за 18 месяцев, растратил более 10 миллионов долларов вкладчиков из-за своего патологического пристрастия к азартным играм. После своего ареста в 1982 году он признался, что с тех пор как ему исполнилось 12 лет и до момента своего ареста он и 72 часов не мог провести, чтобы не сделать какую-нибудь ставку.
Его история легла в основу книги-бестселлера 1987 года «Stung», написанную журналистом Гари Россом. По ней впоследствии был создан сценарий к этому фильму.
В своём интервью, опубликованном на сайте издательской компании McClelland & Stewart, выпускавшей книгу, Росс сообщил, что поддерживал связь с Молони и тот рассказал, как сложилась его жизнь после событий, показанных в кинокартине. После признания вины Молони провёл в тюрьме 6 лет. С тех пор он прекратил совершать ставки, женился на своей девушке (по фильму — Белинда). Вместе они воспитывают трёх своих сыновей. Сейчас работает финансовым консультантом.

## В ролях
| Актёр                | Роль             |
| -------------------- | ---------------- |
| Филип Сеймур Хоффман | Дэн Махоуни      |
| Джон Хёрт            | Виктор Фосс      |
| Минни Драйвер        | Белинда          |
| Мори Чайкин          | Франк Перлин     |
| Соня Смитс           | Дана Селкирк     |
| Иэн Трейси           | детектив Бен Лок |
| Роджер Данн          | Билл Гуден       |
| Джейсон Бликер       | Дейв Куинсон     |
| Крис Коллинз         | Берни            |
| Мэттью Фергюсон      | Мартин           |
| Конрад Данн          | Эдгар            |

## Критика
Заокеанская кинокритика приняла картину весьма благосклонно, что подтверждается сертификатом свежести на сайте-накопителе рецензий Rotten Tomatoes, а один из самых именитых специалистов в этой области, Роджер Эберт, назвал её в числе десяти лучших фильмов 2003 года. «Эта картина о человеке, — пишет Эберт — воспринимавшего окружающий мир, словно он беспомощно замкнут в туннеле, таком туннеле, где не проглядывает свет с обоих концов. Он игрок… находящийся в тисках силы большей, чем он сам… Конечно рано или поздно его поймают. Он это знает, мы это знаем, но это и не важно. Важно, что он будет играть так долго, как он сможет, вплоть до самой поимки».

## Награды и номинации
Список наград и номинаций приведён в соответствии с данными IMDb.
Награды
| Год  | Событие                                            | Номинация                             | Награждённый         |
| ---- | -------------------------------------------------- | ------------------------------------- | -------------------- |
| 2004 | Кинопремия общества независимого кино «Chlotrudis» | Лучшая мужская роль                   | Филип Сеймур Хоффман |
| 2004 | Премия Кружка кинокритиков Ванкувера               | Лучшая мужская роль — Канадский фильм | Филип Сеймур Хоффман |

Номинации
| Год  | Событие            | Номинация                      | Номинант                                                 |
| ---- | ------------------ | ------------------------------ | -------------------------------------------------------- |
| 2004 | Кинопремия «Джини» | Лучший фильм                   | Алессандро Камон, Андрас Хамори, Ситон МакЛин            |
| 2004 | Кинопремия «Джини» | Лучшая мужская роль            | Филип Сеймур Хоффман                                     |
| 2004 | Кинопремия «Джини» | Лучший адаптированный сценарий | Морис Шове                                               |
| 2004 | Кинопремия «Джини» | Лучшая музыка к фильму         | Боб Лок, Тим Норфолк, Джон Хасселл, Ричард Грассби-Льюис |